# Балбашићи
Балбашићи су насељено мјесто у општини Трново, Федерација БиХ, Босна и Херцеговина.

## Становништво
|         | 2013.      | 1991.      | 1981.       | 1971.        |
| Укупно  | 0 (0,000%) | 2 (100,0%) | 6 (100,0%)  | 31 (100,0%)  |
| Срби    | –          | 2 (100,0%) | 2 (33,33%)  | 3 (9,677%)   |
| Бошњаци | –          | –          | 4 (66,67%)1 | 28 (90,32%)1 |

1. 1 На пописима од 1971. до 1991. Бошњаци су пописивани углавном као Муслимани.